# Regering-Tindemans III
De regering-Tindemans III (6 maart 1977 - 3 juni 1977) was een Belgische regering. Het was een coalitie tussen de CVP/PSC (72 zetels) en de PVV/PLPW (33 zetels).
De regering volgde de Tindemans II op en werd opgevolgd door de regering-Tindemans IV. 

## Samenstelling
Na het verdwijnen van de twee laatste RW-ministers (Robert Moreau en Pierre Bertrand, Jean Gol en Etienne Knoops waren ondertussen overgestapt naar het PRLW), telde de regering 25 ministers en 4 staatssecretarissen. De CVP had 9 ministers en 1 staatssecretaris, PSC had 7 ministers, PVV had 4 ministers en 2 staatssecretarissen en de PRLW had 5 ministers en 1 staatssecretaris.
| Ambtsbekleder       | Ambtsbekleder | Ambtsbekleder                       | Functie en bevoegdheden | Partij                  |
| Ministers           | Ministers     | Ministers                           | Ministers | Ministers               |
| ------------------- | ------------- | ----------------------------------- | --- | ----------------------- |
|                     |               | Leo Tindemans (1922-2014)           | Premier | CVP                     |
|                     |               | Paul Vanden Boeynants (1919-2001)   | Landsverdediging en Brusselse Aangelegenheden                                                                                               | PSC                     |
|                     |               | Willy De Clercq (1927-2011)         | Financiën | PVV                     |
|                     |               | Renaat Van Elslande (1916-2000)     | Buitenlandse Zaken en Ontwikkelingssamenwerking                                                                                             | CVP                     |
|                     |               | Jos De Saeger (1911-1998)           | Volksgezondheid en Gezin | extraparlementair (CVP) |
|                     |               | Herman Vanderpoorten (1922-1984)    | Justitie | PVV                     |
|                     |               | Michel Toussaint (1922-2007)        | Hervorming der Instellingen | PRLW                    |
|                     |               | Alfred Califice (1916-1999)         | Tewerkstelling en Arbeid en Waalse Aangelegenheden, belast met Ruimtelijke Ordening en Huisvesting                                          | PSC                     |
|                     |               | Albert Lavens (1920-1993)           | Landbouw | CVP                     |
|                     |               | Jos Chabert (1933-2014)             | Verkeerswezen | CVP                     |
|                     |               | Louis Olivier (1923-2015)           | Openbare Werken | PRLW                    |
|                     |               | Antoine Humblet (1922-2011)         | Nationale Opvoeding | PSC                     |
|                     |               | Léon Hannotte (1922-1978)           | Middenstand | PRLW                    |
|                     |               | Rika De Backer (1923-2002)          | Nederlandse Cultuur en Vlaamse Aangelegenheden                                                                                              | CVP                     |
|                     |               | Herman De Croo (1937)               | Nationale Opvoeding | PVV                     |
|                     |               | Robert Vandekerckhove (1917-1980)   | Hervorming der Instellingen | CVP                     |
|                     |               | Joseph Michel (1925-2016)           | Binnenlandse Zaken | PSC                     |
|                     |               | Henri-François Van Aal (1933-2001)  | Franse Cultuur | PSC                     |
|                     |               | Fernand Herman (1932-2005)          | Economische Zaken | extraparlementair (PSC) |
|                     |               | Luc Dhoore (1928-2021)              | Sociale Voorzorg | CVP                     |
|                     |               | André Kempinaire (1929-2012)        | Openbaar Ambt | PVV                     |
|                     |               | Gaston Geens (1931-2002)            | Begroting en Wetenschapsbeleid | CVP                     |
|                     |               | Etienne Knoops (1934)               | Buitenlandse Handel | PRLW                    |
|                     |               | Charles Cornet d'Elzius (1922-2006) | Adjunct voor Economische Zaken | PRLW                    |
|                     |               | Marcel Plasman (1924-2020)          | Pensioenen | PSC                     |
| Staatssecretarissen |               |                                     | |                         |
|                     |               | Henri-François Van Aal (1933-2001)  | Huisvesting, toegevoegd aan de minister van Brusselse Aangelegenheden                                                                       | PSC                     |
|                     |               | August De Winter (1925-2005)        | Streekeconomie, toegevoegd aan de minister van Brusselse Aangelegenheden                                                                    | PVV                     |
|                     |               | Karel Poma (1920-2014)              | Leefmilieu en Bossen, Jacht en Visvangst toegevoegd aan de minister van Volksgezondheid en Gezin en de minister van Vlaamse Aangelegenheden | PVV                     |
|                     |               | Jean Gol (1942-1995)                | Streekeconomie, toegevoegd aan de minister van Waalse Aangelegenheden                                                                       | PRLW                    |
|                     |               | Mark Eyskens (1933)                 | Streekeconomie en Ruimtelijke Ordening en Huisvesting, toegevoegd aan de minister van Vlaamse Aangelegenheden                               | extraparlementair (CVP) |

#### Herschikkingen
- 6 maart 1977:
  - De RW-ministers Robert Moreau en Pierre Bertrand werden vervangen. Marcel Plasman (PSC) werd minister van Pensioenen, Charles Cornet d'Elzius (PRLW) werd minister toegevoegd aan de minister van Economische Zaken, belast met de uitoefening van de regionale bevoegdheden Bos, Jacht en Visserij van het Waals Gewest.